# Fredrik Hedén
Fredrik Hedén, född 29 september 1955 i Lidköping, är en svensk officer i Flygvapnet.

## Biografi
Hedén började sin militära karriär Flygvapnet 1976. Han befordrades till löjtnant 1979, till kapten 1982, till major 1986, till överstelöjtnant 1994, till överstelöjtnant mst 1997 och till överste 2001.
Hedén genomgick grundläggande flygutbildning (GFU) åren 1976–1977. 1977–1979 studerade han vid Militärhögskolan (MHS). 1989–1991 var han divisionschef vid Västgöta flygflottilj (F 6). 1998–2000 var han chef för Samordningsavdelningen vid Flygvapencentrum. 2000–2001 tjänstgjorde han vid Högkvarteret. 2001–2005 var han flottiljchef för Skaraborgs flygflottilj (F 7). Åren 2006–2008 ledde det svenska förhandlingsteamet om ett svenskt deltagande i samarbetet Strategic Airlift Capability (SAC). 2008–2011 var han ställföreträdande flottiljchef för Heavy Airlift Wing (HAW) i Ungern.. Vid Heavy Airlift Wing blev han förste svensk att utbildas på att flyga Boeing C-17 Globemaster III.
År 2015 tilldelades Hedén ett förordnade från den 1 september 2015 som förbindelseofficer vid US European Command (USEUCOM) i Tyskland. Och från den 1 januari 2016 till och med 31 augusti 2016 som  stabsofficer HKV Utland.